# Vemb

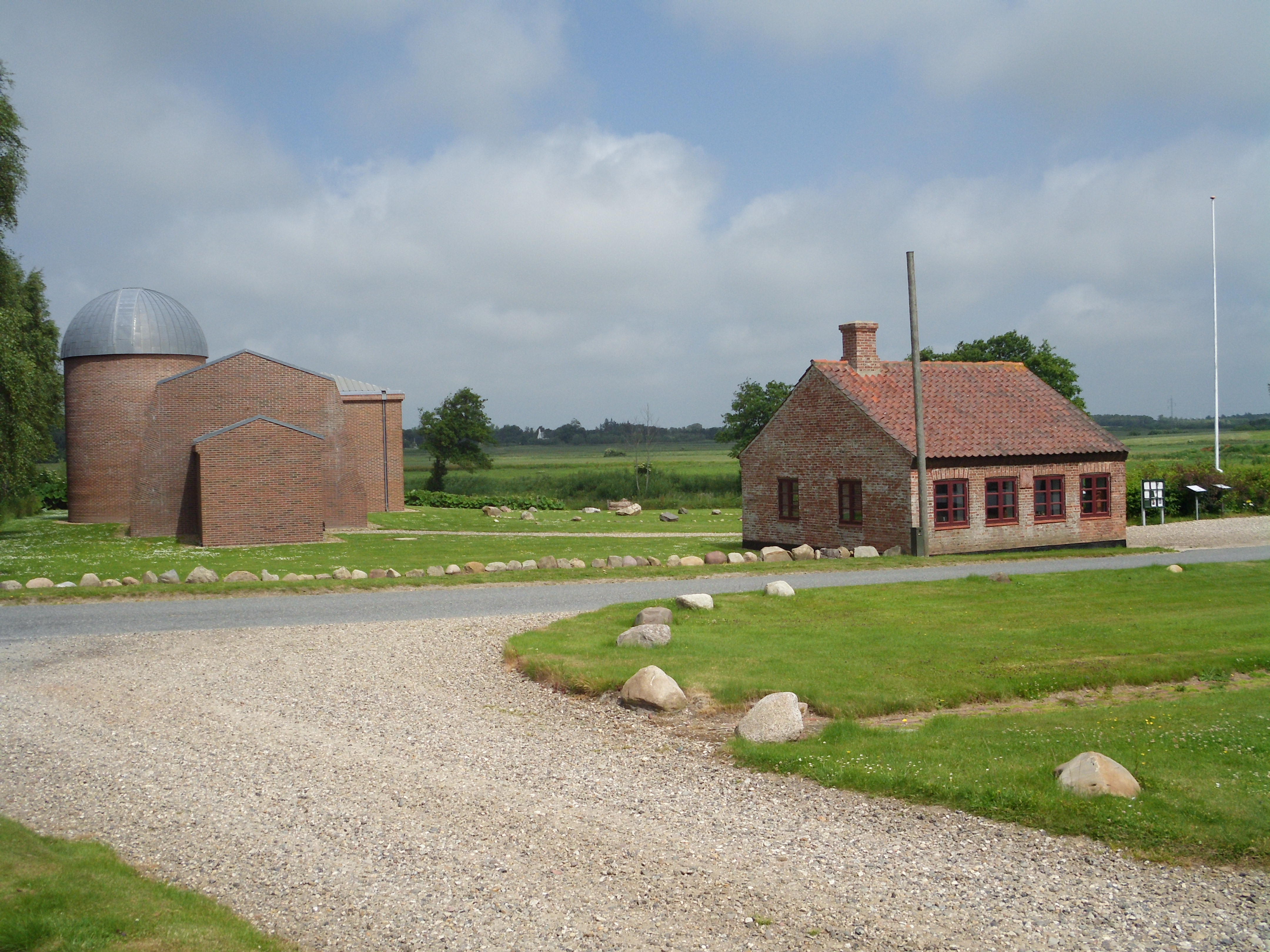
Astronomiskt observatorium samt äldre tegelbyggnad på den tidigare gården Skærum mølle i utkanten av Vemb

Vemb är en dansk tätort i Holstebro kommun i Västjylland med knappt 1.300 invånare. Vemb ligger nära Nissum Fjord och vid Storå.
Vemb är sedan 1875 ett stationssamhälle på järnvägslinjen mellan Ringkøbing och Holstebro. Det är också sedan 1875 en järnvägsknut med anläggningen av Lemvigbanen till Lemvig, senare förlängd till Thyborøn.  
Två kilometer söder om Vemb ligger herrgården Nørre Vosborg, omgiven av jordvallar och vallgrav. Den är en av Danmarks äldsta herrgårdar och omnämndes redan 1299. Vemb Kirke är den äldsta byggnaden inom nuvarande ortsgräns. Den byggdes omkring 1200 och har genomgått få förändringar under historiens lopp.

## Bildgalleri

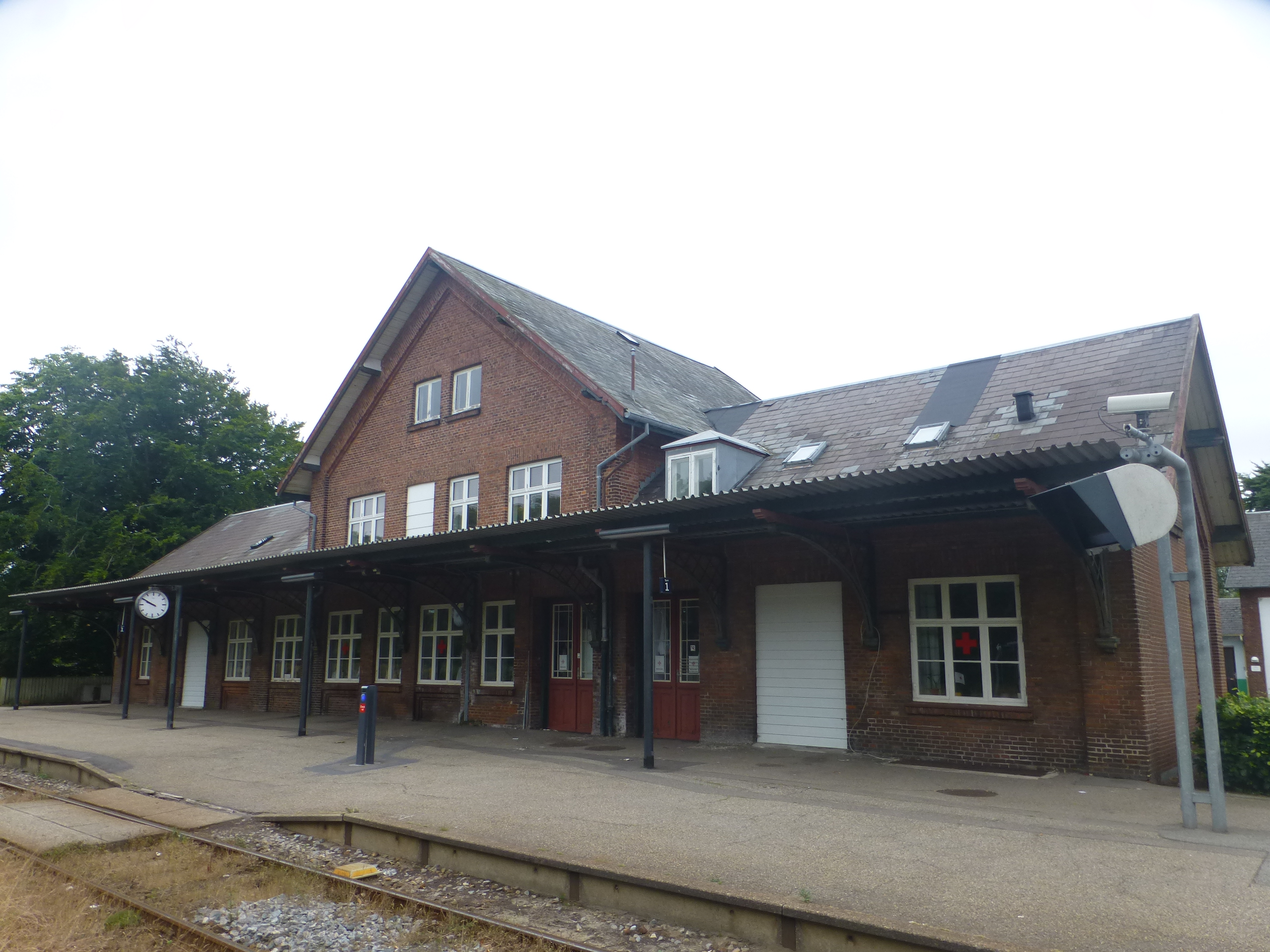
Vembs järnvägsstation
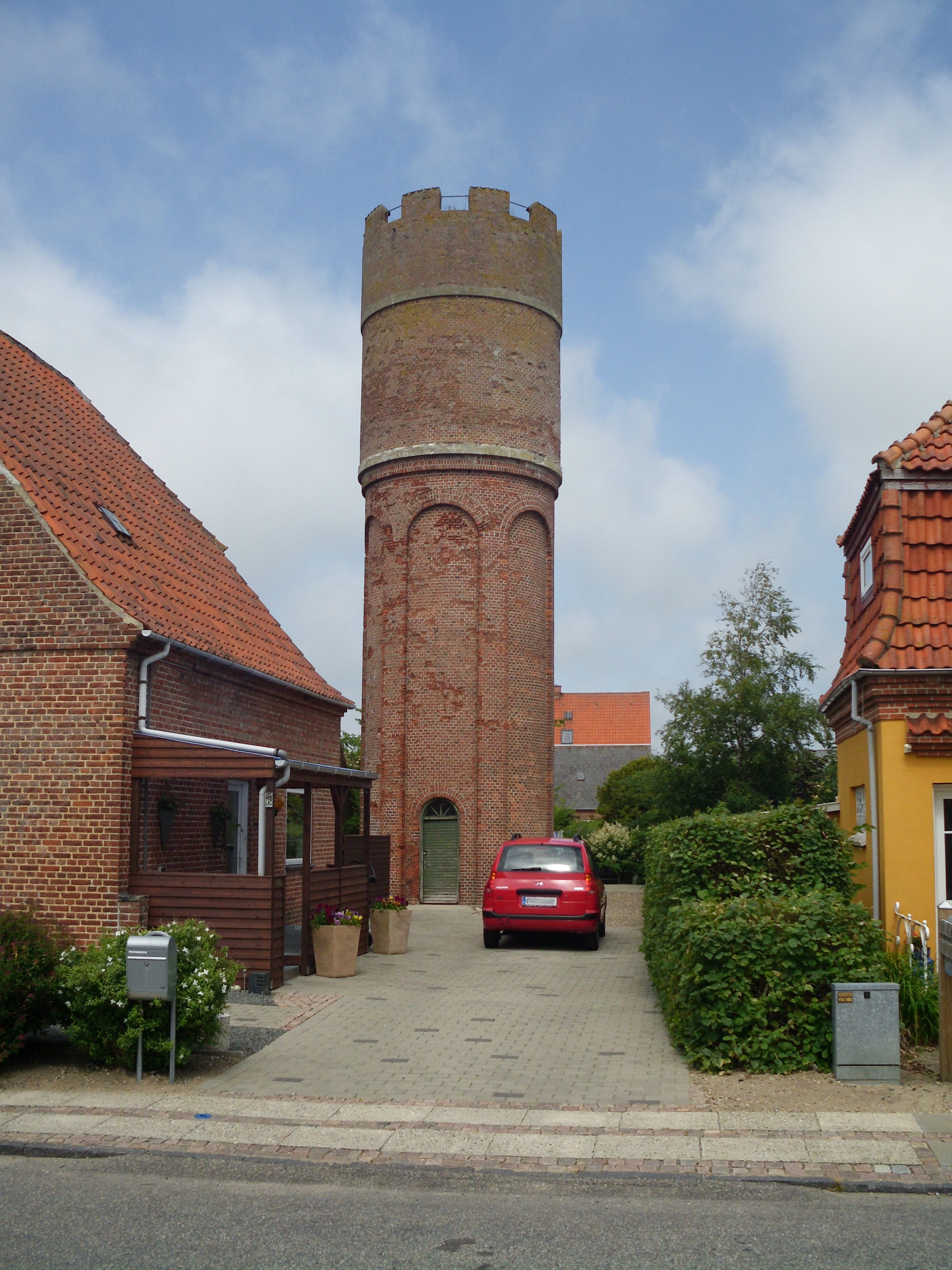
Vembs vattentorn
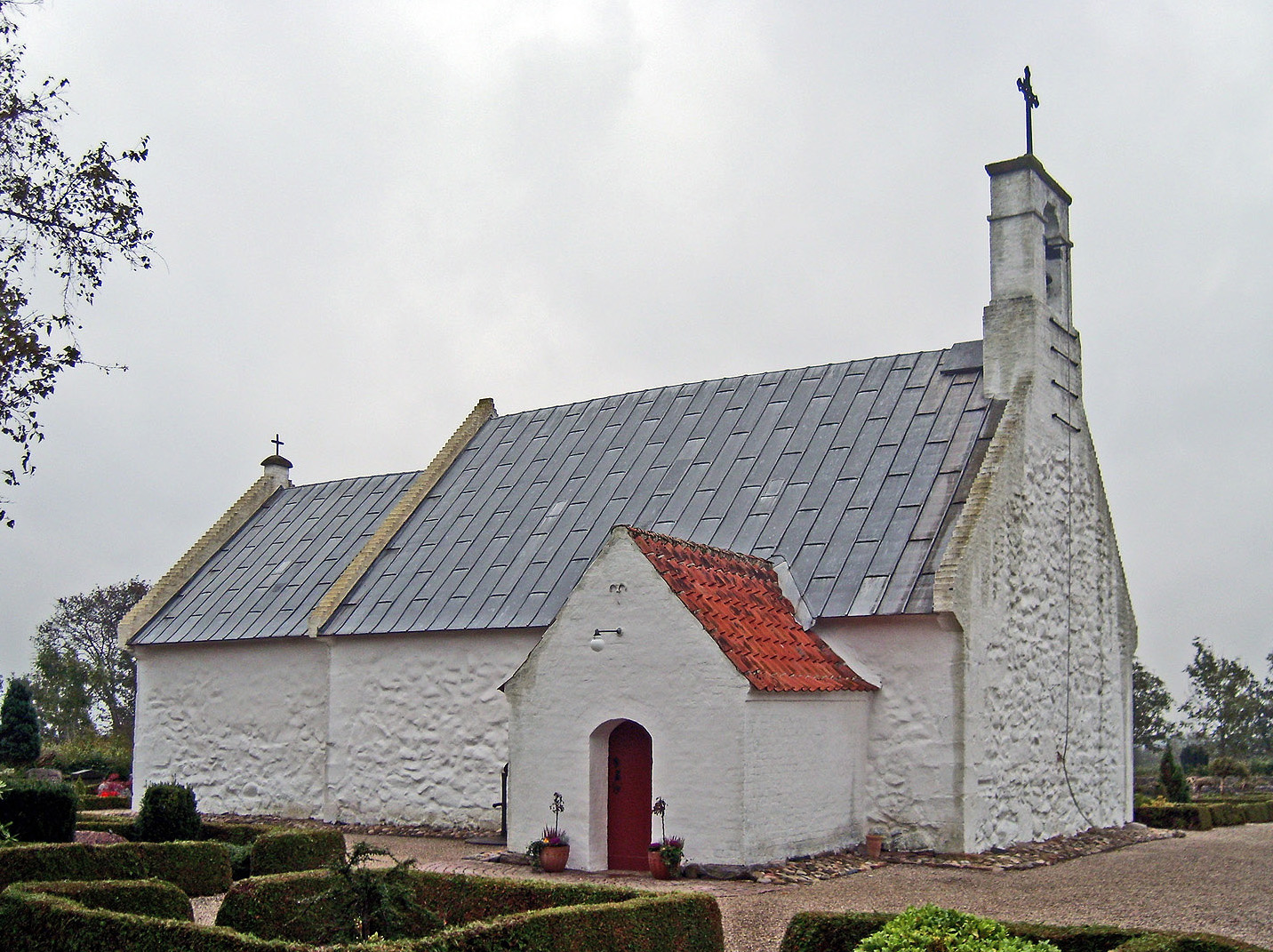
Vemb Kirke sedd från norr